# Kobayashi (Miyazaki)
Kobayashi (Japans: 小林市, Kobayashi-shi) is een Japanse stad in de prefectuur Miyazaki. In 2014 telde de stad 46.846 inwoners. 

## Geschiedenis
Op 1 april 1950 werd Kobayashi benoemd tot stad (shi). In 2006 werd het dorp Suki (須木村) toegevoegd aan de stad. In 2010 werd ook de gemeente Nojiri (野尻町) toegevoegd.
Steden:
Ebino · Hyuga · Kobayashi · Kushima · Miyakonojo · Miyazaki (hoofdstad) · Nichinan · Nobeoka · Saito

Districten:
Higashimorokata · Higashiusuki · Kitamorokata · Koyu · Nishimorokata · Nishiusuki
Gemeenten per district